# 정봉주
정봉주(鄭鳳柱, 1960년 7월 2일~)는 대한민국의 제17대 국회의원을 지낸 정치인이다.
2007년 17대 대선을 앞두고 이명박의 BBK 주가 조작 사건 의혹을 제기했다가 선거법 위반 혐의로 징역 1년을 선고받고 만기 출소했다. 2차례의 선거법 위반으로 2022년까지 10년간 피선거권을 박탈당했다가 2017년 12월 29일에 문재인 정부가 12월 30일자로 특별복권하여 선거에 나갈 수 있게 됐다.

## 생애
1960년  7월 2일 경기도 양주군 노해면 공덕리(현재 서울특별시 노원구 공릉동)에서 경찰이었던 아버지 정장덕의 아들로 태어났다. 본관은 봉화이며, 정도전의 21세손이다. 
서울연촌초등학교, 휘경중학교, 경희고등학교를 졸업하고, 1980년 한국외국어대학교 영어과에 입학했다. 한국외국어대학교 영어과 재학시절 민주화추진위원회(민추위) 회장을 역임하며 학생운동에 투신했다. 이 과정에서 1983년 시위 주동 혐의로 구속되어 징역 1년 6개월형을 선고받고 복역했으며 ROTC 22기 후보생 신분으로 시위에 참여하였기 때문에 임관을 앞두고 학군단에서 제명되었다. 1985년 대학을 졸업한 이후에는 도시빈민운동을 했고, 《말》지에서 정시진이라는 필명으로 기자생활을 했다. 또한 이 시기 문익환 목사를 4년여 동안 보좌하였다. 1989년 도미하여 미국 캘리포니아 대학교 리버사이드에서 영어교육전문학위(TESOL)를 취득하고, 귀국 직후인 1991년 서울시 시의원 선거에 신민주연합당 후보로 출마해 낙선하기도 했다. 그 후 10여년 동안 프렌차이즈 영어 학원인 외대어학원을 운영하다가 2004년 총선에서 출마해 국회의원에 당선됐다.
17대 국회의원(노원구 갑)을 지냈으며, 대한민국 제17대 대통령 선거에서는 대통합민주신당의 BBK진상조사단장을 맡아 이명박 한나라당 후보의 BBK 의혹을 앞장서서 알렸다. 정봉주는 이후 선거법 위반과 명예훼손 혐의로 기소됐다. 2008년 18대 총선에서도 노원 갑에 출마했으나 한나라당 현경병 후보에게 2,759표 차이로 밀려 낙선했다. 2010년부터 2011년 11월까지 김어준과 함께 하니TV의 '정봉주의 PSI'에 출연하였다. 2011년 김어준, 김용민, 주진우와 ‘나는 꼼수다’를 진행했다. 나는 꼼수다에선 "노원구 공릉동, 월계동을 지역기반하고 있는 치명적인 매력의 소유자 위대한 정치인 17대 국회의원 정봉주 입니다."라고 소개했다. 특히 이 나는 꼼수다와 더불어 인지도를 넓혀가기 시작했는데 방송 초반에 자신의 팬카페 회원수가 2천 명을 넘었다고 자랑하던 것이 2012년 12월에는 20만 8천 명을 넘어섰다. 정봉주는 '정봉주와 미래권력들'이라는 팬카페를 가지고 있는데, 2012년 이 팬카페의 운영자가 선거법 위반으로 불구속 기소되었다.
한편 정봉주는 나경원이 자신에게 부친의 사학재단을 교육인적자원부 감사에서 빼달라고 청탁했다는 것을 폭로하여 2011년 10월 20일 나경원 측으로부터 허위사실 유포와 명예훼손으로 고발을 당한 상태이다.
2011년 12월 22일 3년여간 계속되던 BBK 재판에서 대법원 선고가 확정되어 징역 1년의 형을 선고 받아 12월 26일 구속 수감되었고 복역 후 2012년 12월 25일 만기 출소했다. 2022년 12월 24일까지 10년간 선거권, 피선거권을 박탈당했었다. 2011년 12월 26일 당일 민주통합당 최고의원의회에 발언한 뒤 서울지검 앞에서 나는 꼼수다측에서 준비한 행사를 가지고 출두하여 구속되었다. 민주통합당은 그를 BBK진상조사위원회 위원장으로 지속적으로 임명함과 동시에, 그의 구명을 위한 특별위원회로 '정봉주 구명의원회'를 신설하고, 천정배 민주당 전 최고의원을 위원장에 임명하였다. 2012년 1월 2일에는 노원갑 지역위원장으로 재임명됐다.
2017년 12월 29일 문재인 정부의 특별사면으로 복권되면서 피선거권을 다시 회복하였다.
2018년 3월 28일 기자지망생 성추행 의혹에 대한 해명이 잘못됐음을 인정하고 서울시장 출마를 포기했다.
2018년 중순부터 유튜브에서 정치 관련 컨텐츠로 활동했다.
2024년 3월 11일 더불어민주당 당내 경선을 통해서 박용진을 꺾고 서울 강북구 을 국회의원 후보로 공천되었으나, 과거 발언이 논란이 되자 공천이 취소되었다.

## 범죄전력
- 집회및시위에관한법률위반: 징역 1년 6월 - 1983년 12월 12일 선고, 1984년 8월 14일 특별사면복권[10]

### 아내 폭행
2000년 9월 정봉주는 주거지에서 자식 앞에서 자신에게 대들었다는 이유로 피해자인 아내 김모씨에게 폭력을 행사했다. 정봉주는 김씨의 목을 조르고 전기기구를 사용해 머리를 가격했다.
2001년 3월 22일 서울북부지방법원 형사1부는 정봉주에게 폭력행위등처벌에관한법률위반 죄로 벌금 50만원 형을 선고했다.

### 제17대 대통령 선거 관련 허위사실공표

2011년 12월 26일 정봉주가 입감 직전 서울중앙지검 앞에서 '나꼼수' 구성원들과 함께 지지자들에게 인사하고 있다.

2007년 12월 19일 실시되는 제17대 대통령선거에 이명박이 한나라당 후보자로 입후보하려고 하자, 이명박이 김경준의 BBK 투자금 사기와 옵셔널벤처스코리아 주가조작 및 횡령 사건에 관련되어 있다는 등의 의혹이 제기되었다. 정봉주는 이와 관련하여 대통합민주신당 소속 국회의원으로서 대통합민주신당의 ‘이명박 주가조작 의혹사건 진실규명 대책단’의 공동 단장으로 활동하였다.
정봉주는 2007년 11월 20일 인터넷언론인 ‘데일리서프라이즈’의 김○○ 기자와 전화로 인터뷰하면서, ‘BBK 사건'의 피의자인 김경준의 변호인이었던 박수종 변호사의 사임 이유에 대하여 “박 변호사가 본인이 자료를 확인한 후 이명박 후보가 기소될 수도 있는 위중한 사안이라고 판단한 것 같다. 박 변호사는 이명박 후보자가 다칠 것으로 예상했던 것 같다. 일등 하던 사람이 3등이 되거나 또는 구속이 되는 상황까지 고려한 것 같다.”라고 말하고, 정봉주의 발언은 같은 날 데일리서프라이즈에 보도되었다. 그러나 박수종 변호사가 사임한 이유는 김경준이 박수종 변호사에게 사건의 정치적 이용을 위한 이른바 ’언론플레이‘ 등 변호사로서 할 수 없는 일들을 요구한데다가 금융조세 사건인 줄 알고 수임하였으나 정치성이 강한 사건으로 판단되어 변론을 수행하는 데 부담을 느꼈고 대통령 선거에 임박하여 사건이 긴박하게 진행되어 법률적 쟁점 검토와 증거자료수집 등에 어려움이 있었기 때문이었고, 이명박 후보자에 대한 기소 또는 구속 가능성과는 무관하였다.
그리고 박수종 변호사가 사임한 시점은 2007년 11월 20일 경으로 김경준이 미국에서 송환된 날로부터 불과 4일이 지난 수사 초기단계였기 때문에, 박수종 변호사를 비롯한 어느 누구도 이명박 후보자가 BBK 사건으로 구속되거나 기소될 수 있는 자료를 가지고 있거나, 이명박 후보자가 BBK 사건으로 구속되거나 기소될 수 있을 것인지를 알 수 없었다.
이와 같이 정봉주는 어떠한 확인도 하지 아니한 채 마치 이명박 후보자가 BBK 사건으로 구속 또는 기소될 만한 자료를 박수종 변호사가 확인하고 이명박 후보자가 구속 또는 기소될 것으로 판단하여 김경준의 변호인을 사임한 것처럼 발언하여, 간접적, 우회적인 방법으로 이명박 후보자가 김경준과 공모하여 주가조작 및 횡령을 하였고 구속 또는 기소될 수 있다는 사실을 암시함으로써, 이명박 후보자가 당선되지 못하게 할 목적으로 후보자에게 불리하도록 이명박 후보자에 관하여 허위의 사실을 공표하였다.(공직선거법 제250조 허위사실공표죄 제2항)
정봉주는 마치 이명박 후보자의 측근으로 알려져 있는 김백준이 이명박 후보자가 김경준과 결별한 이후에도 주가조작에 사용된 페이퍼컴퍼니와 개인적인 거래를 계속함으로써 이명박 후보자 역시 김경준의 주가조작에 가담하였거나 김경준과 위장 결별한 것처럼 발언하여, 이명박 후보자가 당선되지 못하게 할 목적으로 후보자에게 불리하도록 이명박 후보자에 관하여 허위의 사실을 공표하였다.(공직선거법 제250조 허위사실공표죄 제2항)
정봉주는 마치 이명박 후보자가 김경준과 허위 결별하였고, BBK와는 관련이 없다고 한 그의 말이 거짓말이며 그가 김경준의 주가조작 등 범죄에 가담한 것처럼 발언하여, 이명박 후보자가 당선되지 못하게 할 목적으로 후보자에게 불리하도록 이명박 후보자에 관하여 허위의 사실을 공표하였다.(공직선거법 제250조 허위사실공표죄 제2항)
정봉주는 마치 검찰이 수사결과를 발표하면서 이명박 후보자에게 불리한 김경준의 자필메모를 고의적으로 공개하지 아니하고 이명박 후보자가 BBK를 소유한 것처럼 발언하여, 간접적, 우회적 방법으로 이명박 후보자가 BBK를 소유하여 BBK와 관련된 주가조작 및 횡령 등의 범죄에 개입되어 있다는 사실을 암시함으로써, 이명박 후보자가 당선되지 못하게 할 목적으로 후보자에게 불리하도록 이명박 후보자에 관하여 허위의 사실을 공표하였다.(공직선거법 제250조 허위사실공표죄 제2항)
2008년 6월 17일 서울중앙지방법원은 정봉주에게 공직선거법위반 죄로 징역 1년을 선고하였다. 정봉주는 공직선거법을 위반하며 허위사실을 적시하여 이명박의 명예를 훼손한 죄로도 기소되었으나(정보통신망이용촉진및정보보호등에관한법률위반(명예훼손) 및 출판물에의한명예훼손), 이는 피해자의 명시한 의사에 반하여 공소를 제기할 수 없는 사건들으로, 피해자인 이명박 후보자가 2008년 6월 11일 정봉주의 처벌을 희망하는 의사표시를 철회하였기에 공소를 기각하였다. 그러나 이는 유죄로 선고된 공직선거법위반과 상상적 경합범의 관계에 있어 따로 주문에서 공소기각을 선고하지 아니하였다.
항소심에서도 징역 1년의 실형이 선고되었다. 2011년 12월 22일 대한민국 대법원이 상고를 기각하여 판결이 확정됐다.
2012년 1월 17일 홍성교도소로 이감되어 복역 후 2012년 12월 25일 만기 출소하였다.
2017년 12월 30일 특별복권되었다.

### 옥중 선거운동
2013년 6월 13일 대구지방검찰청 안동지청은 2012년 서울특별시교육감 선거를 앞두고 특정 후보를 지지한 혐의(지방교육자치에관한법률 위반)로 정봉주를 불구속 기소했다. 지방교육자치에관한법률은 금고 이상의 형을 선고 받아 그 집행이 종료되지 않은 경우 교육감 선거운동에 참여할 수 없도록 하고 있으나, 정봉주는 홍성교도소에 수감 중이던 2012년 12월에 이수호 서울특별시교육감 후보를 지지하는 내용의 편지를 작성했고, 이수호 측은 편지를 언론을 통해 공개했다.
2013년 10월 25일 서울북부지방법원 형사합의11부(부장판사 김재환)은 1심에서 정봉주에게 벌금 200만원을 선고했다. 2013년 12월 11일 서울고등법원 형사7부(부장판사 윤성원)는 항소심에서 정봉주에게 원심 판결과 같이 벌금 200만원을 선고했다.
2017년 12월 30일 특별복권되었다.

### 조계사 신도 상해
2015년 4월 13일 14:00경 정봉주는 서울특별시 종로구 우정국로 55에 있는 조계사 앞에서, ‘정봉주가 F 창립법회에서 조계종을 김정은 집단에 비유했다’는 언론보도 등에 대하여 해명하는 기자회견을 하려고 하였으나 피해자 H(여, 68세)를 비롯한 조계사 신도 50여명이 제지하자 신도들과 실랑이를 하던 중 화를 내며 피해자의 가슴 부위를 손으로 세게 밀쳐 바닥에 넘어뜨려 피해자에게 약 3주간의 치료를 요하는 허리 및 좌측 손목 부위 부종의 상해를 가하였다.
2016년 7월 20일 서울중앙지방법원 형사18부는 정봉주에게 상해 죄로 벌금 70만원 형을 선고했다.

## 논란

### 성추행
2018년 3월 6일 모 기자가 2011년 정봉주가 자신을 호텔로 불러내 키스를 시도하는 등 성추행을 했다고 인터넷 신문 《프레시안》과의 인터뷰를 통해 밝혔고, 3월 7일 프레시안은 해당 사실을 보도했다. 보도 이후 정봉주는 당일 예정했던 서울시장 출마 선언 기자회견을 취소했다.
2018년 3월 12일 정봉주는 기자 회견을 열고 자신의 성추행 의혹을 보도한 《프레시안》의 기사는 대국민 사기극이라고 주장했다.
2018년 3월 28일 SBS는 정봉주가 2011년 12월 23일 해당 호텔에서 카드를 사용한 영수증을 발견했고, 프레시안에 대한 고소를 취하했다고 단독 보도한다. 이후 정봉주는 서울시장출마 취소, 정계 은퇴를 선언한다.
2019년 10월 25일 법원에서 《프레시안》과의 무고, 명예훼손, 공직선거법위반 사건에 대한 무죄 판결을 받았다.

### 검사 손해배상 피소
2007년 12월, 17대 대통령 선거기간 중 당시 대통합민주신당 소속의 17대 국회의원 정봉주는 기자회견 등을 통해, "검찰이 BBK가 이명박 후보의 것이라는 김 씨의 자필 메모를 수사과정에 누락했다. 짜맞추기식 부실 수사다"라고 비판했다. BBK 주가 조작 사건을 수사했던 대한민국 검찰은 정봉주를 상대로 2억 8000만 원의 손해배상 청구소송을 제기하였다.
1심은 1600만 원을 배상하도록 원고 일부 승소 판결을 내렸고, 항소심은 원고 패소 판결을 내렸다. 2011년 4월 26일, 항소심 재판부는 "국회의원으로서 검찰 수사 결과를 감시·비판하는 것은 정당한 업무 활동이다. 김씨의 메모 등 어느 정도 근거를 가지고 의문을 제기했던 만큼 현저히 상당성을 잃은 것으로 평가되지 않는다"라고 판단했다.

## 학력
- 서울연촌국민학교 졸업
- 휘경중학교 졸업
- 경희고등학교 졸업
- 한국외국어대학교 서양어대학 영어과 학사
- 캘리포니아 대학교 리버사이드 영어교육전문학위(TESOL)
- 연세대학교 교육대학원 석사과정 졸업, 교육학석사 (학위논문명 - 사립학교법 개정사례에 나타난 교육정책결정과정연구: 제17대 국회 1·2차 사립학교법 개정 과정을 중심으로)

## 경력
- 한국외국어대학교 총학생회장[26]
- 월간 《말》 기자
- 민통련 / 전민련 편집기획실 차장
- 제17대 대한민국 열린우리당 국회의원 (교육위원회 간사, 정무위원회 위원)
- 2007년 2월 열린우리당 제6정책조정위원장
- 2008년 1월 통합민주당 전략기획위원장
- 2008년 2월 통합민주당 18대 총선기획 부단장
- 2008년 8월 민주당 민주정책연구원 부원장
- 2010년 10월 민주당 교육연수원장
- 2022년 9월 더불어민주당 교육연수원장

## 출연 방송

### 진행중인 프로그램

#### 팟캐스트
- 2014년 1월 ~ 《정봉주의 전국구》

#### TV방송
- 2016년 10월 24일 ~ 《정봉주의 품격시대》(tbs TV, MC)[27]
- 2016년 12월 27일 ~ 《외부자들》 (채널A, MC)
- 2017년 9월 9일 ~ 2017년 12월 3일 《유아독존》 (tvN)
- 2017년 11월 3일 ~ 《구조신호 시그널》 (TV조선)

#### 라디오방송
- 2017년 3월 6일 ~ 《정봉주의 정치쇼》(SBS 러브FM, DJ)[28]

### 과거 출연 프로그램
- 2011년 4월 ~ 《나는 꼼수다》(딴지라디오, 진행)

## 수상
- 2011년: 제21회 민주언론상 본상

## 저서
- 《달려라 정봉주: 나는꼼수다 2라운드 쌩토크 더 가벼운 정치로 공중부양》. 왕의서재. 2011년 11월 30일. ISBN 978-89-93949-46-9.
- 《나는 꼼수다1(세계 유일 가카 헌정 시사 소설집)》. 시사IN북. 2012년 1월 10일. ISBN 978-89-94973-04-3.
- 《BBK 완전정복(정봉주 옥중출간)》. 미래를소유한사람들. 2012년 3월 2일. ISBN 978896217051.
- 《울지마 정봉주(정봉주 옥중 에세이)》. 상상너머. 2012년 4월 9일. ISBN 978-89-96632-08-5.
- 《나는 꼼수다2(세계 유일 가카 헌정 시사 소설집)》. 시사IN북. 2012년 4월 10일. ISBN 978-89-94973-07-4.
- (이완배와 공저)<<일어나라 기훈아>>, 미래를소유한사람들, 2012년 12월 25일. ISBN 9788962170696
- (지승호와 공저)<<대한민국 진화론>>, 미래를소유한사람들, 2013년 2월 12일, ISBN 9788962170719
- <<골방이 너희를 몸짱 되게 하리라! >>, 미래를소유한사람들, 2013년 4월 23일. ISBN 9788962170757

## 역대 선거 결과
|  | 39.0% |

|  | 42.69% |

|  | 37.62% |

## 같이 보기
- 노원구 갑
- 서울 노원구의 국회의원